# U-423
Unterseeboot 423 foi um submarino alemão do Tipo VIIC, pertencente a Kriegsmarine que atuou durante a Segunda Guerra Mundial.

## Comandantes
| Comandante             | Data                                        |
| ---------------------- | ------------------------------------------- |
| Oblt. Joachim Methner  | 3 de março de 1943 - 26 de setembro de 1943 |
| Hinrich Kelling        | 27 de setembro de 1943 - outubro de 1943    |
| Oblt. Klaus Hackländer | outubro de 1943 - 17 de junho de 1944       |

## Subordinação
Durante o seu tempo de serviço, esteve subordinado às seguintes flotilhas:
| Período                                  | Flotilha                                |
| ---------------------------------------- | --------------------------------------- |
| 3 de março de 1943 - 17 de junho de 1944 | 8. Unterseebootsflottille (treinamento) |